# Sicherheitsventil

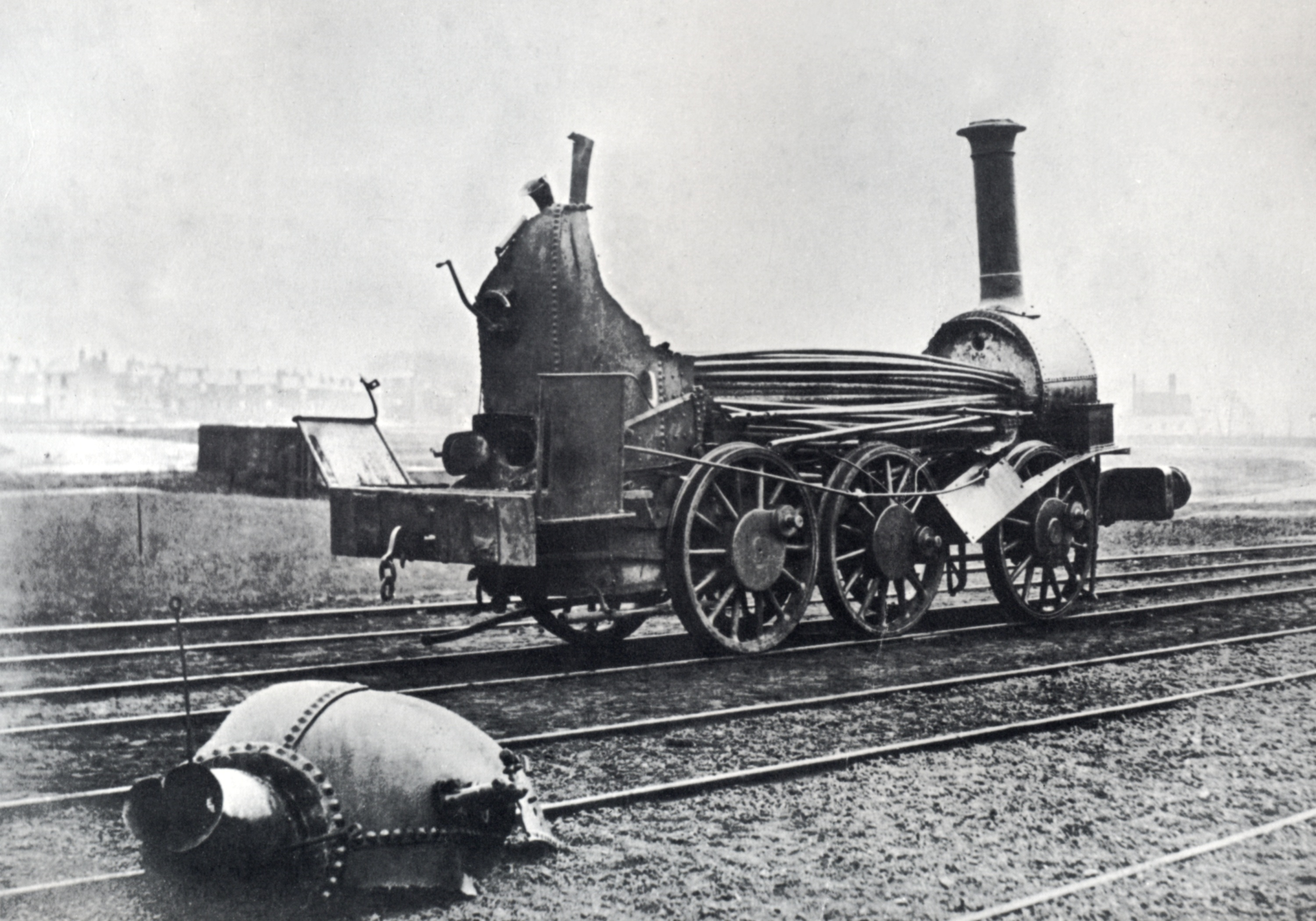
Lokomotive der York Newcastle & Berwick Railway nach Bersten des Dampfkessels, 1850

Sicherheitsventile (Überdruckventile) gehören zu den Sicherheitsarmaturen nach DIN EN 806-1 bzw. DIN EN 736-1:2018-05 und schützen druckbeaufschlagte Räume oder Druckbehälter (z. B. Heiz- und Dampfkessel, Rohrleitungen, Reaktoren) vor einem für Druckgerät oder Drucksystem unzulässigen Druckanstieg. Bei Überschreiten des Ansprechdruckes werden Gase, Dämpfe oder Flüssigkeiten in die Atmosphäre oder in Sammelrohrleitungen abgeleitet. Ein Beispiel ist das Kesselsicherheitsventil einer Dampflokomotive.
In R&I-Fließschemata nach internationalem Standard erfolgt die Kennzeichnung eines Drucksicherheitsventils mit PSV (Pressure Safety Valve) mit einer folgenden Zählnummer.

## Einteilung
Sicherheitsventile werden in Bezug auf ihr Ansprechverhalten eingeteilt nach:
- Proportionalventile weisen vom Erreichen des Ansprechdrucks pset bis zum vollständigen Öffnen (1,1 pset) ein zum Druck proportionales Öffnungsverhalten auf,
- Vollhubsicherheitsventile öffnen bei Ansprechen schlagartig und mit vollem Hub,
- Normalsicherheitsventile haben kein besonderes Ansprechverhalten.

Ferner werden Sicherheitsventile nach der Art der Gegenkraft zum abzusichernden Druck unterschieden:
- federbelastete Sicherheitsventile,
- gewichtsbelastete Sicherheitsventile,
- mediumbelastete Sicherheitsventile.

Das Gewicht und das Hebelarmübersetzungsverhältnis bzw. die Vorspannung der Feder stehen beim Ansprechdruck im Gleichgewicht mit der Kraft, die aufgrund des Innendruckes auf den Ventilteller wirkt.
Bei mediumbelasteten Sicherheitsventilen wirken auf beiden Seiten des Dichttellers die gleichen Drücke, durch unterschiedlich große Flächen wirkt eine größere Kraft in Schließrichtung. Gesteuert wird das Ventil über eine zusätzliche Ventileinheit. Bei Überschreitung des Ansprechdruckes wird über die zusätzliche Ventileinheit der über dem Dichtteller liegende Bereich entlüftet, die schließende Kraft fällt weg und das Ventil öffnet schlagartig.
Weiterhin wird unterschieden zwischen direkt wirkenden und gesteuerten Sicherheitsventilen. Gesteuerte Sicherheitsventile entsprechen den direkt wirkenden bis auf eine zusätzlich aufgebrachte Schließ- und Öffnungskraft. Das kann ein pneumatischer oder hydraulischer Zylinderantrieb sein, der in gewissen Grenzen eine zusätzliche Belastungskraft und beim Überschreiten des Ansprechdruckes eine zusätzliche Hubkraft bewirkt. Hiermit wird ein wesentlich genaueres Ansprechverhalten erreicht. Gesteuerte Sicherheitsventile werden z. B. bei größeren Kraftwerksdampfkesseln eingesetzt. Auf Grund der Nachverdampfung bei größeren Wasservolumina ergeben sich bei nicht gesteuerten Sicherheitsventilen längere Zeiten bis zum Wiederschließen des Sicherheitsventils nach einer Drucküberschreitung.
Eine besondere Klasse bildet die Flammenrückschlagsicherung (engl. flashback arrestor), wie seit Jahrzehnten beim Schweißen nach der Druckregelarmatur und vor dem Schweißschlauchpaar eingebaut werden. Kriecht eine Flammenfront oder schnellt eine Explosionsfront im Schlauch gegen den regulären Gasstrom, schließen diese Bauteile den Weg zur Gasflasche ab. Diese Bauteile (etwa 12 cm lang, 2,5 cm Durchmesser) beinhalten federbelastete Kolben und eine poröse Barriere aus Sintermetall, werden thermisch und vom ankommenden Druckschlag gesteuert und verhindern Flaschenbrände.

## Charakteristische Eigenschaften
Die charakteristischen Größen für die Auslegung von Sicherheitsventilen sind:
- pset: Ansprechdruck in bar (Überdruck),
- d0: kleinster Öffnungsdurchmesser am Ventilsitz in mm,
- KDr oder {\displaystyle \alpha }: zuerkannte reduzierte Ausflussziffer,
- h: Hub des Sicherheitsventils (Stellung des Ventiltellers zwischen Sitz und maximaler Öffnung) in mm.

Der ausströmende Massenstrom wird berechnet aus der Umsetzung der Druckenergie in kinetische Energie (Bernoulli-Gleichung). Die Ausflussziffer beschreibt die über den Strömungsquerschnitt A0 integrierte tatsächliche Strömungsgeschwindigkeit zu der bei gleichförmiger Geschwindigkeitsverteilung (Pfropfenprofil).
Die Ausflussziffer KDr wird im Rahmen der Bauteilprüfung in Versuchen ermittelt. Dieser Wert wird noch mit einem Sicherheitsfaktor von 0,9 multipliziert und kann dann als zuerkannte reduzierte Ausflussziffer KDr in die Rechnung für den Abblasemassenstrom eingesetzt werden. Die Ausflussziffern von Gasen und Flüssigkeiten sind unterschiedlich.
Der aus einem Sicherheitsventil ausströmende Massenstrom kann für Gase bis zum kritischen Druckverhältnis p2 ≤ pkrit aus folgender Gleichung berechnet werden:
{\displaystyle {\dot {m}}=K_{\mathrm {Dr} }\cdot A_{0}\cdot {\sqrt {\frac {p_{1}}{v_{1}}}}\quad {\sqrt {2\cdot {\frac {\kappa }{(\kappa -1)}}\cdot \left\lbrack {\left({\frac {p_{2}}{p_{1}}}\right)^{\frac {2}{\kappa }}}-\left({\frac {p_{2}}{p_{1}}}\right)^{\frac {\kappa +1}{\kappa }}\right\rbrack }}}
Bei überkritischem Druckverhältnis ist für p2 der kritische Druck pkrit einzusetzen.
- {\displaystyle p_{1}}:  Ruhedruck (absolut) im Behälter und Ansprechdruck des Sicherheitsventils
- {\displaystyle v_{1}}:  spezifisches Volumen des Gases im Behälter
- {\displaystyle p_{2}}:  Druck (absolut) im Abströmraum
- {\displaystyle p_{\mathrm {krit} }=p_{\mathrm {L} }}:  kritischer bzw. Lavaldruck
- {\displaystyle \kappa }:  Isentropenexponent (Luft: {\displaystyle \kappa =1{,}4}; Ne, Ar: {\displaystyle \kappa =1{,}66}; Wasser, CO2: {\displaystyle \kappa =1{,}3})

In der Drucktechnik werden alle Drücke in Überdrücken angegeben (z. B. der Betriebsdruck von Druckbehältern, der Einstelldruck von Sicherheitsventilen). In den thermodynamischen Gleichungen muss immer der Absolutdruck eingesetzt werden.
Bei kritischen oder überkritischen Druckverhältnissen (Druck im Innendruck zu Druck im Ausströmraum) strömen Gase mit Schallgeschwindigkeit aus (kritisches Druckverhältnis von Luft: {\displaystyle p_{2}/p_{1}<0{,}528}). Der Massenstrom ist dann unabhängig vom Druck im Ausströmraum. Es ist allerdings zu beachten, dass bei zunehmendem Gegendruck die Öffnungskraft auf den Ventilsitz abnimmt, das Ventil nicht mehr vollständig öffnet und somit der Maximalhub nicht mehr erreicht wird. Dies verändert die Ausflusskennziffer, und somit reduziert sich letztendlich der abführbare Massenstrom. In den Berechnungsvorschriften für Sicherheitsventile wird dies insofern berücksichtigt, als die Ausflussziffer nur für bestimmte Gegendrücke gültig sind (Proportionalventile: max. 15 % Gegendruck, Sicherheitsventile mit Faltenbalg: max. 30 % Gegendruck).

## Auslegung eines Sicherheitsventils

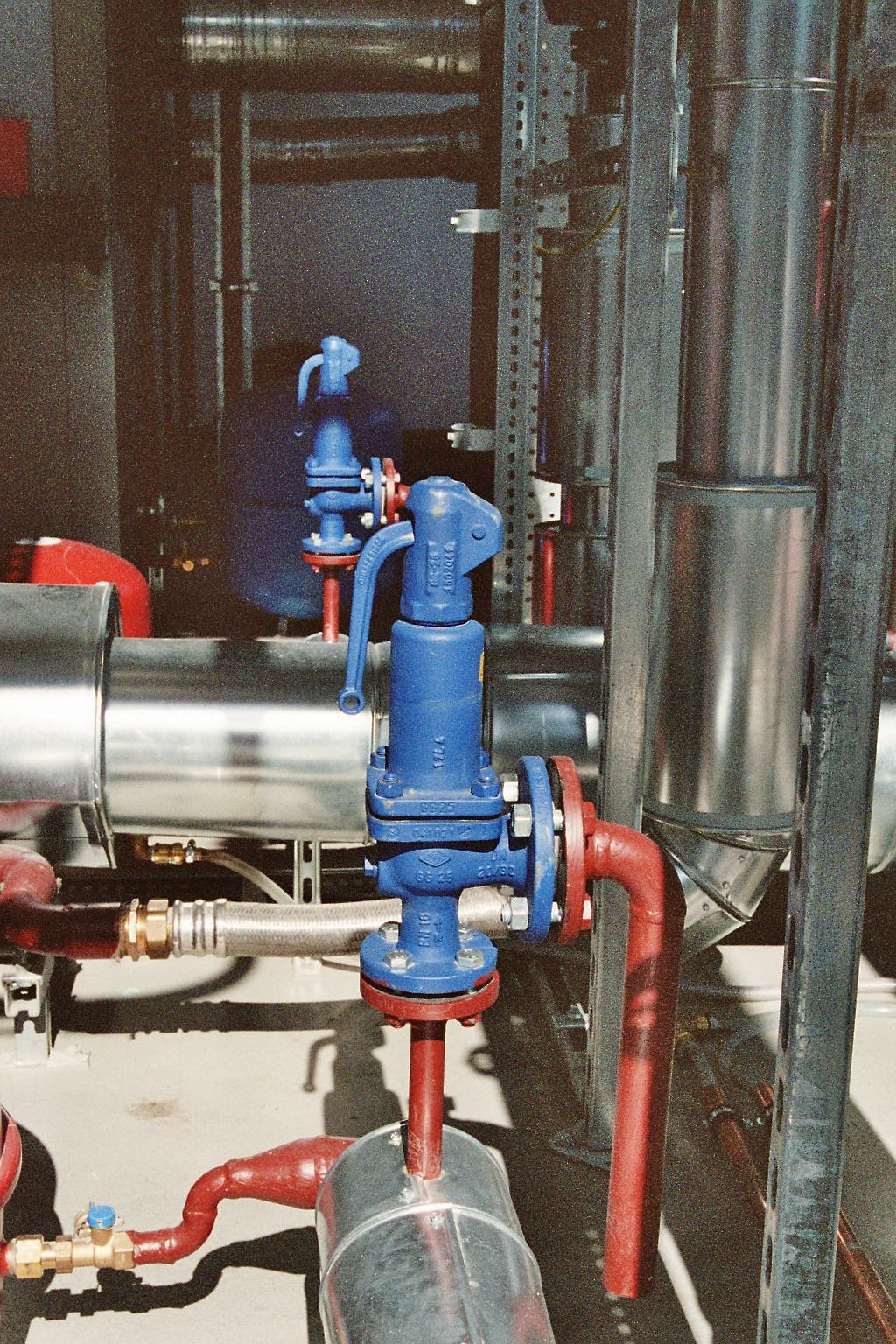
Ein federbelastetes Sicherheitsventil in einem Kraftwerk

Der Einstelldruck bzw. Ansprechdruck ist der Druck, bei welchem das Sicherheitsventil anfängt zu öffnen, um den Druck abzublasen. Dies ist der Druck, welcher fest beim Sicherheitsventil eingestellt wird. Der Einstelldruck unterliegt einer Toleranz (nach DIN EN ISO 4126-1) von ± 3 % oder bei Ventilen unter 3 bar von ± 0,1 bar.

Proportional-Sicherheitsventil

Der Schließdruck ist der Druckwert, bei welchem das Sicherheitsventil wieder komplett geschlossen ist, nachdem es den Überdruck abgeblasen hat. Dieser Wert liegt bei flüssigen Medien 20 % unterhalb des Einstelldrucks (bei Einstelldruck < 3 bar liegt der Wert 0,6 bar darunter).
Bei gasförmigen Medien liegt der Wert gemäß AD2000 bei 10 % unterhalb dem Einstelldruck und gemäß DIN EN ISO 4126-1 15 % darunter (bei Einstelldruck < 3 bar liegt der Wert 0,3 bar unterhalb des Einstelldruckes).
Der Öffnungsdruck wird auch Abblasedruck genannt und ist der Punkt, bei dem das Sicherheitsventil den maximalen Hub für den erforderlichen abzuführenden Massestrom erreicht. Dieser ist bei Normalhub-Sicherheitsventilen bei max. 10 % über dem Einstelldruck und bei Vollhub-Sicherheitsventilen bei max. 5 % über dem Einstelldruck.
Der Betriebsdruck ist der Arbeitsdruck einer Anlage bzw. Systems unter Normalumständen. Idealerweise liegt der Betriebsdruck 5 % unterhalb des Schließdruckes eines Sicherheitsventils.

### Bemessung
Je nach Lastannahme (Ursachen, die zum Ansprechen des Sicherheitsventils führen, abzuführende Volumenströme, Art des Mediums) kann die Nennweite des Sicherheitsventils berechnet und die Art der Abblasesysteme (Aufbau eines möglichen Gegendrucks) festgelegt werden.
Sicherheitsventile zum Einsatz in Solaranlagen werden nach DIN 4757, Teil 2 ausgewählt.
Während Berstscheiben auch für die Druckentlastung bei schnellen Druckerhöhungen wie beispielsweise Explosionen empfohlen werden, können Sicherheitsventile den benötigten Strömungsquerschnitt in Ausnahmefällen nicht schnell genug freigeben. Wenn plötzliche Druckstöße zu erwarten sind, ist eine sorgfältige Bemessung der Sicherheitsventile notwendig. Ungünstig dimensionierte Ventile können in Schwingung geraten, wodurch die Druckstoßamplitude sich noch erhöhen kann.

## Normen

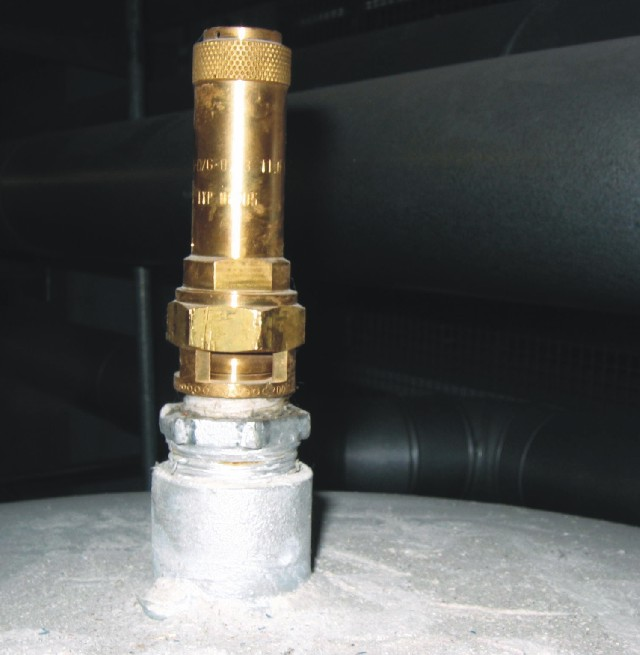
Druckluft-Sicherheitsventil

Genormte Darstellung eines federbelasteten Sicherheitsventils
1. Durchgangsform
2. Eckform

Vor Umsetzung der Druckgeräterichtlinie 2002 wurden Sicherheitsventile nach dem AD-Merkblatt A2 (Arbeitsgemeinschaft Druckbehälter, Ausrüstung) ausgelegt. Die Sicherheitsventile mussten bauteilgeprüft sein. Die Prüfungen wurden vom TÜV oder ähnlichen Institutionen durchgeführt. Verfahren und Umfang der Bauteilprüfung waren in dem VdTÜV-Merkblatt „Sicherheitsventil 100“ aufgeführt.
Seit Gültigkeit der Druckgeräterichtlinie 97/23/EG bzw. Richtlinie 2014/68/EU kann das AD-2000-Merkblatt A2 als Prüfgrundlage angewendet werden. Alternativ dürfen auch andere Vorschriften, z. B. die harmonisierte europäische Normenreihe EN ISO 4126 zur Anwendung kommen. Die Norm umfasst folgende Teile:
- EN ISO 4126 Teil 1: Sicherheitsventile
- EN ISO 4126 Teil 2: Berstscheibeneinrichtungen
- EN ISO 4126 Teil 3: Sicherheitsventile und Berstscheibeneinrichtungen in Kombination
- EN ISO 4126 Teil 4: Pilotgesteuerte Sicherheitsventile
- EN ISO 4126 Teil 5: Gesteuerte Sicherheitsventile (CSPRS)
- EN ISO 4126 Teil 6: Berstscheibeneinrichtungen – Auswahl, Anwendung und Einbau
- EN ISO 4126 Teil 7: Allgemeine Daten
- EN ISO 4126 Teil 9: Anwendung und Einbau
- EN ISO 4126 Teil 10: Zweiphasenströmung
- EN ISO 4126 Teil 11: Funktions- und Durchflussprüfung

Für Kälteanlagen ist eine eigenständige Norm für Druckentlastungseinrichtungen entwickelt worden:
- EN 13136 Kälteanlagen und Wärmepumpen, Druckentlastungseinrichtungen und zugehörige Leitungen – Berechnungsverfahren

Sicherheitsventile gelten nach der Druckgeräterichtlinie als Ausrüstungsteile mit Sicherheitsfunktion. Sie sind der höchsten Kategorie IV zugeordnet und müssen nach den vorgegebenen Herstellungs- und Prüfanforderungen unter Einschalten einer benannten Stelle hergestellt werden.
Durch entsprechende Prüfungen wird die Ausflussziffer ermittelt. Aufgrund der unterschiedlichen strömungstechnischen Kennwerten ist die Ausflussziffer für Gase und Flüssigkeiten unterschiedlich. Darüber hinaus muss nachgewiesen werden, dass der Druckanstieg vom Abheben des Ventiltellers bis zum vollständigen Öffnen nicht mehr als 10 % beträgt. Sicherheitsventile müssen bei einer Druckabsenkung von 10 % (Gase) bzw. 20 % (Flüssigkeiten) unterhalb des Ansprechdrucks wieder schließen.
In Abhängigkeit von der Federauslegung kann der Ansprechdruck von Sicherheitsventilen in einem gewissen Bereich eingestellt werden. Der vorgegebene Ansprechdruck wird erreicht, indem über einen Gewindeeinsatz die Federvorspannung beeinflusst wird. Die Stellung der Vorspannung wird z. B. über eine Kontermutter gegen Lockern gesichert. Die Einstellverschraubung wird mit einer Haube verschlossen. Als Maßnahme gegen unbefugte Änderung der Einstellung wird diese Haube mit einer Plombe gesichert. Bei kleineren Sicherheitsventilen werden auch Kappen als Abdeckung verwendet. Das unbefugte Verstellen von Sicherheitsventilen kann eine erhebliche Gefährdung bewirken und stellt eine gefährliche Manipulation dar.

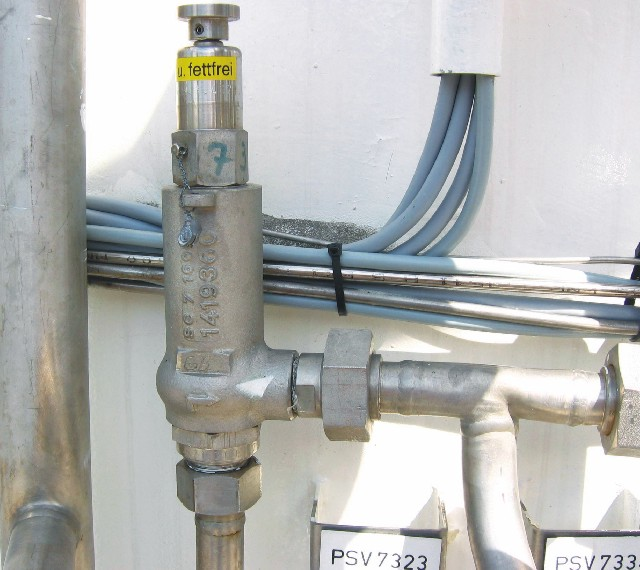
Sauerstoff-Sicherheitsventil

Sicherheitsventile für ungiftige Stoffe müssen anlüftbar sein. Mit Hilfe eines Hebels oder einer Kappe, die gelockert werden kann, und entgegen der Federkraft wirkt, muss das Ventil spätestens bei Erreichen eines Drucks von 85 % des Ansprechwertes zum Öffnen gebracht werden. Sicherheitsventile sollen angelüftet werden, um einem Verkleben oder Festkorrodieren des Ventiltellers entgegenzuwirken. Bei dem Einsatz gefährlicher oder umweltgefährdender Fluide wird auf die Anlüftbarkeit verzichtet. Stattdessen werden 2 Sicherheitsventile auf die beiden Ausgangsseiten eines Wechselventiles angeschlossen und die Eingangsseite ist mit dem abzusichernden Druckraum verbunden. Diese Anordnung erlaubt den Ausbau und das Prüfen eines Sicherheitsventils, wenn das andere Ventil im Einsatz ist. Der Weiterbetrieb des angeschlossenen Druckraums ist somit möglich. Für größere Flüssiggaslagerbehälter, Ammoniakbehälter, Behälter für tiefkalte Gase oder Behälter in Kälteanlagen, die nur aufwändig entleert werden können, ist diese Anordnung in den Normen vorgeschrieben.
Bei Verwendung einer Abblaseleitung ist zu beachten, dass der Gegendruck im zulässigen Bereich bleibt und somit der maximale Hub und somit Ausflussmassenstrom gewährleistet ist. Unter Verwendung der Bernoulli-Gleichung muss der aus den Strömungswiderständen (Rohrleitung, Bögen, Verengungen) ermittelte Druckverlust im zulässigen Bereich liegen. Daneben besteht die Anforderung, dass der Druckverlust auf Zuströmseite nicht mehr als 3 % des Ansprechdrucks betragen darf.
Betreiber von drucktechnischen Anlagen müssen im Rahmen einer Gefährdungsbeurteilung nach der Betriebssicherheitsverordnung Fristen für die Prüfung von Sicherheitsventilen festlegen.

## Einbauvorschriften
Beim Einsatz von Sicherheitsventilen ist die Betriebsanleitung zu beachten, da die Typen nur für bestimmte Einsatzfälle geeignet sind. Folgende Faktoren sind bei der Auswahl zu berücksichtigen:
- Dimensionierung in Bezug auf mögliche Druckerzeuger,
- Korrosion (Medium-Werkstoffverträglichkeit),
- Beständigkeit der Sitzdichtung (bei Verwendung von Weichstoffdichtungen),
- Ableitung von Kondensaten aus dem Ventilkörper an der Abströmseite,
- Beeinträchtigungen durch Stäube oder klebrig wirkende Produkte.

Die sicherheitstechnische Ausrüstung von Druckgeräten muss durch eine befähigte Person oder eine zugelassene Überwachungsstelle ZÜS im Rahmen einer „Prüfung vor Inbetriebnahme“ nach Betriebssicherheitsverordnung nachgewiesen werden.
Die Austrittsmündungen von Sicherheitsventilen, die ungefährliche Stoffe absichern (Wasser, Luft) können in der Regel in einem Raum geführt sein. Die Öffnungsmündung ist ggf. so anzuordnen, dass Personen nicht gefährdet werden (z. B. Austritt von heißem Wasser aus Heizungskesseln).
Für alle anderen Stoffe, die z. B. giftig, luftverdrängend oder entzündlich sind, müssen in Bereiche abgeleitet werden, in denen keine Gefährdung zu erwarten ist. Die Sicherheitsventile werden an Abblaseleitungen angeschlossen, die z. B. auf dem Dach mündet. Ggf. werden austretende Fluide Wäschern zugeführt, um gefährliche Stoffe zu absorbieren.
Bei der Absicherung von Medien mit gefährlichen Eigenschaften sind anlagentechnische MSR-Schutzmaßnahmen vorzusehen, um die Wahrscheinlichkeit eines Ansprechens gering zu halten. Für das Ausbreitungsverhalten von gefährlichen Stoffen in größeren Anlagen, die bei Ansprechen eines Sicherheitsventils emittiert werden, fordern Genehmigungsbehörden ggf. Ausbreitungsrechnungen. Es handelt sich hierbei z. B. um Anlagen der chemischen Industrie, die unter das Bundesimmissionsschutzgesetz (BImSchG) fallen. Es ist nachzuweisen, dass keine Gefährdungen auftreten können. In der Vergangenheit kam es zu erheblichen Personenschäden beim Ansprechen von Sicherheitsventilen, z. B. unkontrollierte Ausbreitung von Flüssiggas in das Kellergeschoss (Unfall Hotel Riessersee) oder Ammoniakemissionen aus Kälteanlagen.
Anmerkung:
In dem Hotel am Riessersee ereignete sich eine folgenreiche Flüssiggasexplosion, die 11 Tote und 14 Verletzte zur Folge hatte. Das Hotel verfügte über einen erdgedeckten Flüssiggaslagerbehälter, in dem eine Heizung eingebaut war, um bei Spitzenbedarf ausreichend Flüssiggas zu verdampfen. Am 27. Dezember 1986 versagte die Regelung und die Heizung wurde nicht nach Erreichen des Solldruckes abgeschaltet. Infolge des Druckanstiegs öffnete ein Sicherheitsventil im Domschacht. Da das Gelände zu dem Hotel abschüssig war, strömte das Flüssiggas in die Kellerräume und entzündete sich dort.
Da die Dichtheit der Sitzfläche des Sicherheitsventils begrenzt ist, werden bei gefährlichen Stoffen Berstscheiben vorgeschaltet, die als technisch dicht gelten. Der Zwischenraum zwischen Berstscheibe und Sicherheitsventil muss überwacht werden, um eine geborstene Berstscheibe detektieren zu können.

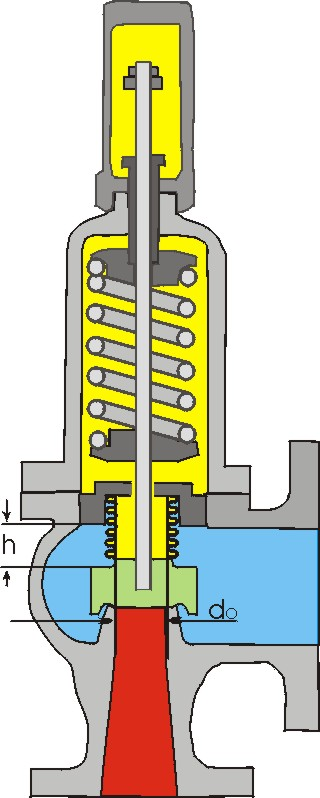
Sicherheitsventil mit Faltenbalg, wodurch der Einfluss eines gegebenenfalls anliegenden Gegendrucks kompensiert wird (gegendruckkompensiertes Überströmventil)

## Weitere Druckbegrenzungseinrichtungen
- Druckbegrenzungsventil
- Sicherheitsabblasventil
- Membranausdehnungsgefäß

### Berstscheibe
Berstscheiben werden eingesetzt, wenn große Massenströme abgeführt werden müssen und/oder Verluste über die Sitzdichtung an einem Sicherheitsventil vermieden werden müssen. Da im Gegensatz zu den Sicherheitsventilen die Druckentlastungsöffnung nicht selbsttätig wieder verschlossen wird, können Berstscheiben nur dann eingesetzt werden, wenn durch die hohen Massenströme beim Bersten keine Gefährdung auftritt (z. B. Abblasen in ein geschlossenes System, Anschluss an eine Abblaseleitung oder Verwendung ungiftiger Gase). Berstscheiben werden als Druckentlastungseinrichtung bei Explosionen oder Verpuffungen genutzt. Berstscheiben werden auch in Verbindung mit einem Sicherheitsventil verwandt, um zum einen die Dichtheit der abgesicherten Anlage im Normalbetrieb zu gewährleisten und zum anderen das Wiederverschließen der so abgesicherten Anlage nach einem Ansprechen der Sicherheitseinrichtung zu gewährleisten. Wegen ihrer besseren Reinigbarkeit im Vergleich mit dem Sicherheitsventil werden Berstscheiben auch im hygienischen Bereich (Pharma, Lebensmittel) eingesetzt. Vergleiche auch die Funktion von Sprinklerventilen.

### Vakuumbrecher
Vakuumbrecher sind Belüftungsventile zum Schutz des Behälters gegen unzulässiges Vakuum. Vakuum könnte entstehen bei Unterbrechung einer Dampfzufuhr bei gleichzeitiger Kaltwasserzufuhr durch Kondensation des Restdampfs.

### Schmelzpfropfen
Schmelzpfropfen können unzulässige Drücke durch Wärmeeinwirkung (Brandfall) in Anlagenteilen absichern.

## Spezifische Anwendungen

### Haus-, Heizungs- und Klimatechnik, Technische Gase
Jeder geschlossene Kreislauf, der erwärmt wird, benötigt ein Sicherheitsventil, so z. B. Warmwassererzeuger, Wasserheizungsanlagen, Solarkollektorkreisläufen.
Das Sicherheitsventil verhindert das Bersten einer Anlage, wenn durch eine Wärmeübertragung eine thermische Flüssigkeitsausdehnung auftritt und kein definiertes Gaspolster vorhanden ist. Schon eine Temperaturerhöhung durch Sonneneinstrahlung etwa von 10 auf 30 °C kann eine Verformung des Druckbehälters bewirken. Organische Flüssigkeiten (z. B. Frostschutzmittel wie Ethylenglycol) sind wegen des hohen Volumenausdehnungskoeffizienten kritischer als Wasser.
Bei Membran-Sicherheitsventilen verhindert die flexible Membran, dass das Medium beim Auslösen des Ventils mit der Feder und der Lagerung der Achse des Tellerventils in Kontakt kommt, wodurch eine zuverlässige Funktion über einen längeren Zeitraum erreicht werden kann.
Der Ansprechdruck des Sicherheitsventils an Warmwasser-Heizungskesseln beträgt häufig 3 bar. Bei einem undichten Membranausdehnungsgefäß entfällt das Stickstoffgaspolster. Die thermische Wärmeausdehnung bei Erwärmung des Heizungswassers kann dann ebenso wie das Nachfüllen des Heizungssystems aus dem Wassernetz einen unzulässigen Druck bewirken (der Druck ist in der Trinkwasserleitung oft höher als der zulässige Druck des Heizungskessels). Die Nennweite des Sicherheitsventils muss für den maximalen Abblasemassestrom bzw. -volumenstrom ausgelegt sein.
Sicherheitsventile für Heizungskessel werden entsprechend der Nennwärmeleistung ausgewählt.
Sicherheitsventile an Druckluftkompressoren werden entsprechend der Liefermenge des Verdichters ausgelegt. Sicherheitsventile an Behältern für die Lagerung tiefkalter Gase (z. B. flüssiger Sauerstoff) müssen für den Verdampfungsmassenstrom ausgelegt sein, wenn die Isolierung des Behälters durch den Verlust des Vakuums in der Wärmedämmung entfällt.